# 샬럿 루이스
샬럿 루이스(영어: Charlotte Lewis, 1967년 8월 7일 ~ )는 잉글랜드의 배우이다.

## 출연 작품
- 뮤츄얼 니즈 (1997)
- 글래스 케이지 (1996)
- 뱀파이어 (1995)
- 디코이 (1995)
- 립스틱 카메라 (1994)
- 붉은 전사 (1994)
- 작은 전쟁 (1994)
- 리썰 캅 (1993)
- 스토리빌 (1992)
- 스케치(영어판) (1992)
- 원색 지대 (1991)
- 트립와이어 (1989)
- AFT의 학살 (1989)
- 다이얼 헬프 (1988)
- 대해적 (1986)
- 골든 차일드 (1986)